# Phaltan
Phaltan ist eine Stadt im indischen Bundesstaat Maharashtra.
Die Stadt ist Teil des Distrikts Satara. Phaltan hat den Status eines Municipal Council. Die Stadt ist in 25 Wards gegliedert. Sie hatte am Stichtag der Volkszählung 2011 insgesamt 52.118 Einwohner, von denen 26.242 Männer und 25.876 Frauen waren.